# Озеро Курция
Lacus Curtius (лат.) (с лат. — «Курциево озеро») — историко-мифологическое место в центре Римского форума.
С древности это место связывали с именем молодого воина Марка Курция. В книге Тита Ливия «История от основания города» (Ab urbe condita) рассказывается, что однажды на Римском Форуме «то ли от земного трясения, то ли от какой иной силы земля, говорят, расселась почти посередине форума и огромной толщиною провалилась на неведомую глубину». Римляне пытались засыпать провал, но ничего не получалось. И тогда они поняли, что «по вещанию прорицателей, надо было обречь в жертву сему месту, чтобы римское государство стояло вечно», самое ценное, что есть у римского народа. «Тогда-то, гласит предание, Марк Курций, юный и славный воин, с укоризною спросил растерянных граждан, есть ли у римлян что-нибудь сильнее, чем оружие и доблесть». Затем, «при воцарившемся молчании, обратив взор к Капитолию и храмам бессмертных богов… верхом на коне, убранном со всею пышностью, в полном вооружении бросился в провал». После этого земля сомкнулась, а на месте провала образовалось озеро, которое получило название «Озеро Курция» (Lacus Curtius).
Предположительно, землетрясение могло произойти в 362 г. до н. э. Ныне в центре Римского Форума, восточнее Колонны Фоки, видно углубление, вымощенное камнем, напоминающее об этом событии.
По версии Тита Ливия, Плутарха и других авторов, сабинянин Меттий Курций во время боя между сабинянами и римлянами увяз на лошади в этом озере или болоте, но спасся.
Во времена Августа «озеро» уже было сухим местом, куда ежегодно в день рождения императора бросали монетку за его здоровье. В 69 году н. э. у озера был убит император Гальба, и оно стало местом паломничества.
Приоритет открытия и археологического описания этого места принадлежит итальянскому археологу Джакомо Бони.